# Xysticus sinaiticus
Xysticus sinaiticus är en spindelart som beskrevs av Levy 1999. Xysticus sinaiticus ingår i släktet Xysticus och familjen krabbspindlar.
Artens utbredningsområde är Egypten. Inga underarter finns listade i Catalogue of Life.